# Aspidoscelis maxima
Espèce
Synonymes
- Cnemidophorus maximus Cope, 1864
- Aspidoscelis maximus (Cope, 1864)

Statut de conservation UICN

 LC  : Préoccupation mineure
Aspidoscelis maxima est une espèce de sauriens de la famille des Teiidae.

## Répartition
Cette espèce est endémique de la péninsule de Basse-Californie au Mexique.

## Publication originale
- Cope, 1864 "1863" : Descriptions of new American Squamata in the Museum of the Smtihsonian Institution. Proceedings of the Academy of Natural Sciences of Philadelphia, vol. 15, p. 100-106 (texte intégral).